# Boris Wyszesławcew
Boris Pietrowicz Wyszesławcew (ros. Борис Петрович Вышеславцев; ur. w 1877 roku, zm. 5 października 1954 roku w Genewie) – rosyjski adwokat, filozof, jeden z twórców i kontynuatorów rosyjskiego renesansu religijno-filozoficznego, historyk filozofii prawa, wykładowca akademicki, działacz religijny, pisarz i publicysta.

## Życiorys
W 1895 roku ukończył gimnazjum, zaś w 1899 roku studia prawnicze na uniwersytecie w Moskwie. Prowadził własną praktykę adwokacką. Był członkiem kręgu filozoficznego P. I. Nowgorodcewa. W 1908 roku wyjechał do Niemiec, gdzie uczęszczał na wykłady na uniwersytecie w Marburgu. Następnie pracował w bibliotekach w Heidelbergu, Rzymie, a potem Paryżu. Po powrocie do Rosji w 1911 roku, został wykładowcą historii filozofii prawa na uniwersytecie w Moskwie. Jednocześnie wykładał prawo w Instytucie Handlowym i Uniwersytecie Szaniawskiego. W 1914 roku opublikował książkę pt. „Etika Fichte. Osnowy prawa i nrawstwiennosti w sistiemie transcendientalnoj fiłosofii”. Od 1917 roku był profesorem filozofii prawa na uniwersytecie w Moskwie. Po rewolucji bolszewickiej wykładał w Wolnej Akademii Kultury Duchowej w Moskwie. W 1922 roku z przyczyn ideowych i politycznych był zmuszony do działania na emigracji (zob. statek filozofów) i zamieszkał w Berlinie, gdzie był wykładowcą w Akademii Religijno-Filozoficznej. W 1924 roku przybył do Paryża. W 1925 roku został redaktorem czasopisma religijno-filozoficznego „Put´”. Od 1927 roku był profesorem miejscowego Prawosławnego Instytutu Teologicznego św. Sergiusza, gdzie nauczał historię filozofii i teologię. Współpracował z wydawnictwem YMCA-Press i Rosyjskim Studenckim Ruchem Chrześcijańskim (RSChD). Był zaangażowany w ruch ekumeniczny. W 1929 roku wydał książkę pt. „Sierdce w christianskoj i indijskoj mistikie”, zaś w 1931 roku pt. „Etika prieobrażennogo Erosa. Problema Zakona i Błagodati”. W książce „Etika prieobrażennogo Erosa” Wyszesławcew cytuje sze¬reg fragmentów z Ewangelii i listów św. Piotra, wykazując, że chrześci¬jaństwu wyznaczona jest rola religii zamieniającej niewolniczą zależność od prawa na wolność miłosierdzia i etykę prawa na etykę oczyszczenia przemienionego erosu.
Po wybuchu II wojny światowej powrócił do Niemiec, gdzie uczestniczył w antyradzieckich kampaniach propagandowych. Ponadto publikował liczne artykuły w antyradzieckich pismach. W 1944 roku przyjechał do okupowanej Pragi, gdzie wszedł w skład Rady Wykładowców Rosyjskiego Uniwersytetu Wolnego. Po zakończeniu wojny przedostał się do Szwajcarii. W latach 50. współpracował z Narodowym Związkiem Pracujących (NTS). W latach 1952–1953 napisał książki pt. „Fiłosofskaja niszczeta marksizma” i „Krizis industrialnoj kultury”. W 1955 roku wyszła pośmiertnie jego publikacja pt. „Wiecznoje w russkoj fiłosofii”.